# Сенильоса
Сенильоса (исп. Senillosa) — город и муниципалитет в департаменте Конфлуэнсия провинции Неукен (Аргентина).

## История
Когда в начале XX века через эти места прошла железная дорога, то в 1913 году на земле, принадлежавшей до этого братьям Сенильоса, была построена железнодорожная станция, названная в их честь. В 1951 году выросший вокруг станции посёлок получил статус города.